# Plumbonacrite
La plumbonacrite è un minerale.

## Curiosità
La plumbonacrite è stata reperita sul fondo del pannello ligneo di Leonardo da Vinci per dipingere la Gioconda. Anche il Cenacolo Vinciano presenta frammenti di questo minerale sul fondo. Si ritiene che sia stata prodotto a partire da una miscela di olio e ossido di piombo.